# بترفلاي (أغنية كوجي وادا)
بترفلاي (بالإنجليزية: Butter-Fly)‏ بمعنى فراشة، هي أغنية سجلها المغني الياباني كوجي وادا كأغنية افتتاحية لمسلسل ديجيمون أدفنتشر المعروف باللغة العربية باسم أبطال الديجيتال. تم إصدار الأغنية كأغنية منفرد لوادا في 23 أبريل 1999.

## الخلفية والإطلاق
تم تنفيذ «بترفلاي» كأغنية النهاية لفيلم ديجيمون أدفنتشر لعام 1999 وأصبحت فيما بعد الأغنية الافتتاحية للمسلسل التلفزيوني الذي يحمل نفس الاسم. كانت هذه هي المرة الأولى التي يغني فيها وادا أغنية روك، حيث كان يؤدي في الأصل أغنية «بترفلاي» كفرد. صدر أصلاً في 23 أبريل 1999، أعيد إصدار الأغنية في 1 أغسطس 2004 مع عمل فني جديد على قرص مضغوط للاحتفال بالذكرى الخامسة لديجمون أدفينشر.

### إصدارات أخرى
تم إصدار «بترفلاي (نسخة قوية)» في 22 أبريل 2009 لإحياء الذكرى العاشرة لامتياز ديجيمون وكذلك الذكرى العاشرة لأول ظهور له مع الأغنية.
بترفلاي (إصدار تراي) تم إصداره في 25 نوفمبر 2015 كأغنية موضوعية لسلسلة أفلام الرسوم المتحركة ديجيمون أدفنتشر تراي. والأغنية كانت آخر إصدار له قبل وفاته في 3 أبريل 2016.

## تصنيف
حققت الأغنية المرتبة الخامسة في قائمة هيئة الإذاعة اليابانية لأفضل 100 أغنية أنمي في عام 2017.

## إصدارات الغلاف
قام فريق الممثلين من الذكور في ديجمون أدفنتشر بأداء «بترفلاي» وأصدرت مع صندوق We Love Digimon Music CD في 25 ديسمبر 2002. كان الإصدار للاحتفال بإصدار القرص المضغوط رقم 100 للامتياز. 
كما تم تغطية الأغنية بواسطة ماساكي إندوه في ألبومه إنسون. 
غطت هاروكو موموي  «بترفلاي» في ألبوم غلافها لعام 2008 المزيد والمزيد من الجودة Red: Anime Song Cover.

## قائمة التشغيل
جميع الأغاني من تنظيم شير واتانابي. 

### نسخة 1999 و 2004
| #  | عنوان                           | المدة |
| -- | ------------------------------- | ----- |
| 1. | "Butter-Fly"                    | 4:18  |
| 2. | "Seven"                         | 4:17  |
| 3. | "Butter-Fly" (Original Karaoke) | 4:18  |
| 4. | "Seven" (Original Karaoke)      | 4:17  |

### نسخة قوية
| #  | عنوان                                              | المدة |
| -- | -------------------------------------------------- | ----- |
| 1. | "Butter-Fly (Strong Version)"                      | 4:30  |
| 2. | "Seven (10th Memorial Version)"                    | 4:37  |
| 3. | "Butter-Fly (Strong Version)" (Original Karaoke)   | 4:30  |
| 4. | "Seven (10th Memorial Version)" (Original Karaoke) | 4:37  |

### نسخة تراي
| #  | عنوان                                          | المدة |
| -- | ---------------------------------------------- | ----- |
| 1. | "Butter-Fly (tri. Version)"                    | 3:45  |
| 2. | "Butter-Fly (tri. Version)" (Original Karaoke) | 3:45  |

## الرسوم البيانية
| Chart                         | Peak position |
| ----------------------------- | ------------- |
| Billboard Japan Hot 100       | 39            |
| Billboard Japan Hot Animation | 8             |
| أوريكون Weekly Singles Chart  | 47            |

| Chart                        | Peak position |
| ---------------------------- | ------------- |
| أوريكون Weekly Singles Chart | 143           |

| Chart                        | Peak position |
| ---------------------------- | ------------- |
| أوريكون Weekly Singles Chart | 35            |